# Franska öppna 2010
Franska öppna 2010 var en tennisturnering som spelades utomhus på grus mellan 23 maj och 6 juni. Det var den 109:e upplagan av tävlingen och den andra Grand Slam-turneringen under 2010. Den spelades på Stade Roland Garros i Paris, Frankrike.

## Seniorer

### Herrsingel
Rafael Nadal besegrade  Robin Söderling, 6–4, 6–2, 6–4

### Damsingel
Francesca Schiavone besegrade  Samantha Stosur, 6–4, 7–6(2)

### Herrdubbel
Daniel Nestor /  Nenad Zimonjić besegrade  Lukáš Dlouhý /  Leander Pes, 7-5, 6–2

### Damdubbel
Serena Williams /  Venus Williams besegrade  Květa Peschke /  Katarina Srebotnik, 6-2, 6-3

### Mixed dubbel
Katarina Srebotnik /  Nenad Zimonjić besegrade  Yaroslava Shvedova /  Julian Knowle, 6–2, 7–6(4)

## Juniorer

### Pojksingel
Agustín Velotti besegrade  Andrea Collarini, 6–4, 7–5

### Flicksingel
Elina Svitolina besegrade  Ons Jabeur, 6-2, 7-5

### Pojkdubbel
Duilio Beretta /  Roberto Quiroz besegrade  Facundo Argüello /  Agustín Velotti, 6–3, 6–2

### Flickkdubbel
Tímea Babos /  Sloane Stephens besegrade  Lara Arruabarrena-Vecino /  María-Teresa Torro-Flor, 6-2, 6-3